# 인하공업전문대학
인하공업전문대학(仁荷工業專門大學, Inha Technical College)은 대한민국 인천광역시 미추홀구의 사립 전문대학이다. 한진그룹의 사학 재단인 정석인하학원이 운영하고 있는 공업 전문대학으로서 교정에 해발고도의 기준이 되는 수준원점이 존재한다.

## 연혁
- 1958년 2월 13일 인하공과대학 부설 중앙종합직업학교 직업교육전공부 설립
- 1962년 2월 16일 인하공과대학 부설 중앙종합직업학교 UNESCO부로 개칭
- 1967년 3월 22일 인하공과대학 부설 공업고등전문학교로 개편 (수업연한 5년)
- 1970년 2월 16일 인하공과대학 부설 인하공업전문학교로 개편 (수업연한 2년)
- 1971년 2월 17일 인하대학교 부설 인하공업전문학교로 변경
- 1979년 1월 인하공업전문대학으로 독립 인가 (초대학장 임달연)
- 1991년 야간부에 자동화기계과, 항공측량과, 건축물관리과, 비서과 신설
- 1995년 자동차과 신설
- 1998년 6월 사회교육원 개원
- 2002년 호텔경영과, 패션디자인과 신설
- 2004년 산학협력단 설치
- 2012년 1월 30일 종합실습관 준공
- 2013년 7월 25일 학교법인 정석인하학원으로 소속 변경
- 2018년 2월 학생 생활관(기숙사) 개관

## 교육편제
다음은 2015년 기준, 인하공업전문대학의 전문학사 학위 과정 일람이다.
| 기계공학부                             | 수송기계공학부                       | 정보산업공학부                                               | 컴퓨터정보공학부                        | 건축학부              |
| -------------------------------------- | ------------------------------------ | ------------------------------------------------------------ | --------------------------------------- | --------------------- |
| - 기계과 - 기계설계과 - 메카트로닉스과 | - 조선해양과 - 항공기계과 - 자동차과 | - 전기정보과 - 디지털전자과 - 정보통신과                     | - 컴퓨터정보공학과 - 컴퓨터시스템공학과 | - 건축과 - 실내건축과 |
| 신소재공학부                           | 디자인학부                           | 서비스학부                                                   | 지구환경공학부                          |                       |
| - 화공환경과 - 재료공학과              | - 산업디자인과 - 패션디자인과        | - 항공운항과 - 항공경영과 - 관광경영과 - 비서과 - 호텔경영과 | - 토목환경과 - 항공지리정보과           |                       |

## 캠퍼스 풍경
인하공업전문대학은 인천광역시의 사립 전문대학으로, 미추홀구 용현동에 그 교지가 위치한다. 캠퍼스 면적은 약 79,341m2로, 인천교육대학교와 비슷한 수준이다. 15개 건물동, 74개 강의실, 141개 실습실 등이 교내에 위치한다. 이 외에도, 학교 부속 기관으로, 도서관, 생활관, 평생교육원, 전산정보원, 국제교류원, 융합교육지원센터, 예비군대대, 학보방송사, 해양레저센터 등이 있다.

## 같이 보기
- 정석인하학원
- 인하대학교